# Sneland I
Die Sneland I (deutsch „Schneeland eins“) war ein norwegisches Dampfschiff (Präfix DS für norwegisch dampskip), das während des Zweiten Weltkriegs als Frachter der norwegischen Handelsflotte Nortraship den Alliierten zur Verfügung stand und kriegswichtige Dienste leistete. Es wurde am letzten Tag des Krieges im Firth of Forth durch den Torpedo eines deutschen U-Boots versenkt.

## Schicksal

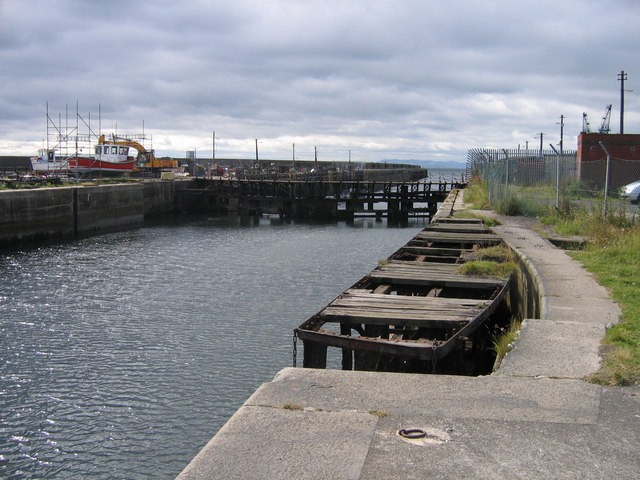
Die Methil Docks, von denen die Sneland I zu ihrer letzten Fahrt ablegte, befinden sich am Nordufer des Firth of Forth (Foto 2007).

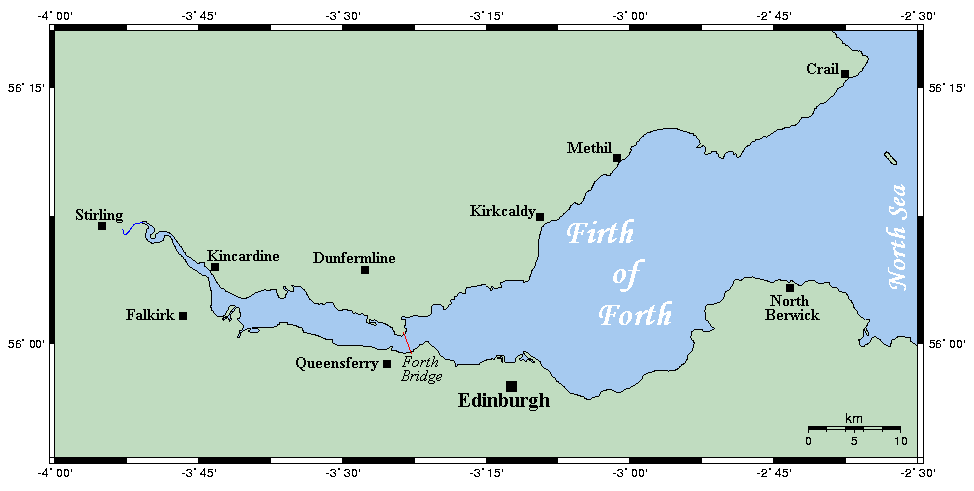
Karte des Firth of Forth mit Methil (dem Ausgangshafen am Nordufer etwa in der Mitte) sowie der Isle of May am rechten Kartenrand, wo Sneland I versenkt wurde.

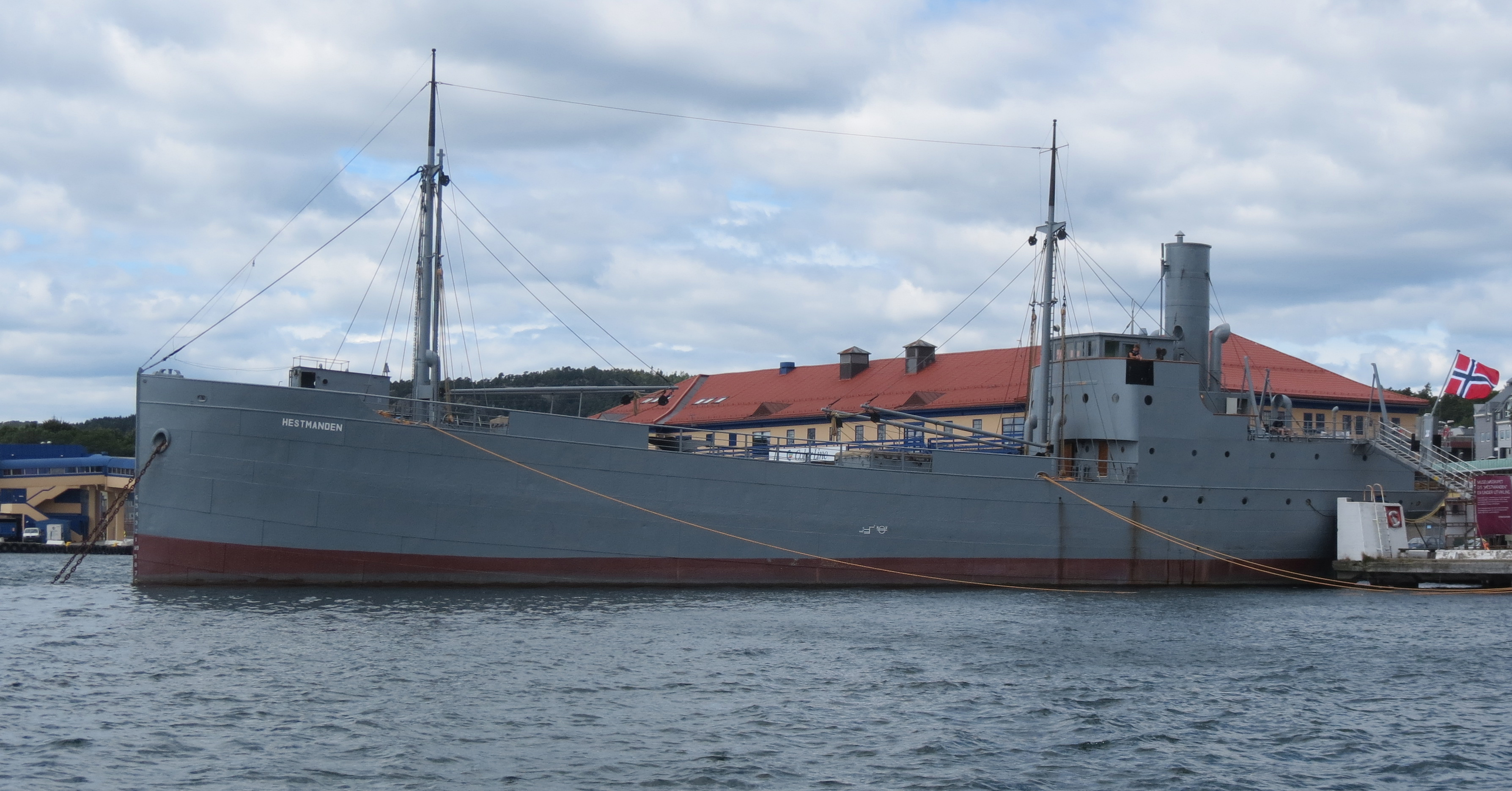
Die Hestmanden ist das letzte noch erhaltene Nortraship und ähnelt der Sneland I. Es ist heute ein Museumsschiff in Kristiansand (Foto 2012).

Das Schiff lief im Mai 1922 bei der deutschen Werft Nüscke & Co. in Stettin-Grabow vom Stapel und im September an die Reederei übergeben. Es wurde zunächst auf den Namen Ingeborg getauft und fuhr drei Jahre lang für die Stettiner Reederei Stange & Dreyer GmbH, bevor es im Jahr 1925 von der norwegischen Reederei Richard Amlie & Sverre Amlie (Amlie & Amlie) in Haugesund gekauft wurde. Dort bekam es seinen neuen Namen Sneland I.
Nach dem unter dem Decknamen „Unternehmen Weserübung“ im April 1940 durch die deutsche Wehrmacht verübten Überfall auf Norwegen, wurde das Schiff unter alliierten Schutz gestellt und absolvierte mehrere Hundert Fahrten hauptsächlich über den Nordatlantik. Dazu gehörte die dramatische Fahrt mit dem Geleitzug SC 7 (SC steht für Slow Convoy, deutsch „langsamer Konvoi“), der im Oktober 1940 vom kanadischen Sydney (Nova Scotia) aus in Richtung Liverpool lief. Der Konvoi wurde in der Zeit vom 16. bis 19. Oktober durch ein deutsches U-Boot-Rudel angegriffen. Dabei erlitt er schwere Verluste; zwanzig seiner 35 Schiffe wurden versenkt. Die Sneland I, die Schwefel geladen hatte, konnte entkommen und erreichte am 22. Oktober glücklich den Hafen von Greenock an der Westküste Schottlands. Darüber hinaus absolvierte das Schiff Fahrten über das Mittelmeer und sogar im Indischen Ozean und der Karibik (siehe auch: Scan der Original-Fahrtenliste unter Weblinks).
Am 7. Mai 1945, dem Tag der bedingungslosen Kapitulation der Wehrmacht, war Sneland I unter dem Kommando von Kapitän Johannes Lægland Teil des britischen Geleitzugs EN 491. Abgefahren war er am selben Tag aus dem Hafen von Methil (Bild), einer schottischen Kleinstadt in der Council Area Fife südlich der Mündung des Leven in den Firth of Forth. Zum Geleitzug gehörten neben der Sneland I noch vier weitere Handelsschiffe, nämlich die britischen Frachter Avondale Park und Weybank sowie die norwegischen Schiffe Rolf Jarl und Selvik. Angesichts des unmittelbar bevorstehenden Kriegsendes fuhr der Schiffskonvoi ohne Geleitschutz. Sein Ziel war Belfast.
Am späten Abend des Tages wurde der Geleitzug nahe der Isle of May am Ausgang des Firth of Forth (Karte) vom deutschen U-Boot U 2336 gesichtet. Hierbei handelte es sich um ein relativ kleines, aber damals hochmodernes U-Boot vom Typ XXIII mit nur 14 Mann Besatzung und einer Bewaffnung aus nur zwei Torpedos. Der Kommandant, Kapitänleutnant (KptLt.) Emil Klusmeier (1912–1982), ließ gegen 22:30 Uhr jeweils einen Torpedo auf die Avondale Park (2878 BRT) und die Sneland I abfeuern. Der erste Torpedo traf die Avondale Park und versenkte sie (56° 5′ N, 2° 32′ W). Dabei starben zwei Seeleute, während 32 sich retten konnten.
Die Sneland I änderte noch ihren Kurs, doch nur wenige Minuten später, etwa zwischen 22:40 und 22:45 Uhr wurde auch sie an Steuerbord getroffen und sank innerhalb von nur zwei Minuten (56° 10′ N, 2° 31′ W).
Der erste und dritte Offizier versuchten zusammen, das Backbord-Rettungsboot zu Wasser zu lassen, aber die Sneland I kenterte zu schnell nach Steuerbord und riss die Mannschaft über Bord. Von den 29 Mann konnten 22 durch die Valse (T-151) aus der See gerettet werden. Sieben Besatzungsmitglieder, darunter der Kapitän, fanden den Tod.
Dies waren die letzten Versenkungen überhaupt, die durch ein deutsches U-Boot im Zweiten Weltkrieg verursacht wurden.